# Actor de veu
Un actor de veu  és una especialitat de la carrera d'actor. Un actor de veu proporciona la seva veu per a qualsevol suport audiovisual com videojocs,  atraccions,  sèries radiofòniques, sèries de televisió, stop motion,  animacions (com dibuixos animats, pel·lícules i curts animats), publicitat de televisió i ràdio. L'actor de doblatge n'és una especialitat i, per tant, un concepte més restringit.
Una pràctica comuna és contractar dones per als papers de nens. Això és especialment útil si una sèrie o una campanya publicitària dura diversos anys, ja que, mentre que la veu d'un actor adolescent canvia amb el temps, la d'una actriu adulta no ho fa.

## Actor de doblatge
Una especialitat concreta dels actors de veu és l'actor de doblatge que s'encarrega de substituir els diàlegs originals d'una producció audiovisual, a posteriori, en un estudi de gravació.
El doblatge pot dur-se a terme per diferents motius:
- Per l'adquisició d'un producte televisiu o cinematogràfic, especialment estranger, que es decideix difondre en l'idioma del país comprador. Aquest és el motiu més comú per fer un doblatge.
- Per solucionar la manca de fonogènia d'un actor que apareix a un espot televisiu, o per altres criteris de l'anunciant.
- Per corregir una gravació defectuosa de la banda de so d'una pel·lícula o sèrie.